# سولو: قصة من حرب النجوم
سولو: قصة من حرب النجوم (بالإنجليزية: Solo: A Star Wars Story) فيلم خيال علمي وحركة أمريكي مبني على شخصية هان سولو من سلسلة حرب النجوم. الفيلم من إخراج رون هاورد وكتابة لورنس وجون كاسدان. ألدن إرينيرك يجسد شخصية هان سولو ويشاركه التمثيل وودي هارلسون وإميليا كلارك دونالد غلوفر وثاندي نيوتن وفويب والر بريج وجوناس سوتامو وبول بيتاني. أحداث الفيلم تقع قبل 10 سنوات تقريباً من حرب النجوم: أمل جديد وتسلط الضوء على المغامرات الأولى لهان سولو وتشوباكا، حيث يشترك في عملية سرقة كبيرة.
```
بدأ تصوير الفيلم في يناير 2017، في إستوديوهات باينوود تحت إخراج فيل لورد وكريستوفر ميلر. ترك الاثنان العمل بسبب إختلافات إبداعية مع شركة المنتجة 
لوكاس فيلم
،
[
7
]
 وتولى 
رون هاورد
 مهام إخراج الفيلم.
```

حظي سولو بعرضه الأول في مهرجان كان السينمائي 2018 في صالات السينما في 15 مايو، 2018. وصدر في الولايات المتحدة بتاريخ 25 مايو 2018. تلقى الفيلم مراجعات إيجابية عموماً من النقاد الذين مدحوا التمثيل (خصوصاً إلدن ودونالد) والمؤثرات البصرية ومشاهد الحركة، بينما شعر بعض النقاد بأن العمل سيرد قصة مألوفة. الفيلم هو أول أفلام حرب النجوم يفشل في شباك التذاكر، حيث وصلت إيرادته فقط إلى 392.9 مليون $ مقابل ميزانية إنتاج تبلغ 275 مليون $.

## قصة الفيلم
تتمركز أحداث قصة الفيلم حول مغامرات شخصية هان سولو الشاب، مهرب وطيار والذي يلتقي بـ أوبي ون كانوبي ولوك سكاي والكر في حانة موس وايزلي في الجزء الأول من السلسلة.

## الممثلين والشخصيات

### شخصيات رئيسية
- ألدن إرينريك بدور هان سولو[11][12]
- وودي هارلسون بدور بيكيت[13][14]
- إميليا كلارك بدور كيرا[15][16]
- دونالد غلوفر بدور لاندو كلاريسيان[17]
- ثاندي نيوتن[9]
- فويب والر بريج[18]
- جوناس سوتامو بدور تشوباكا[9]
- بول بيتاني[19][20][21]

## الإصدار
حُدد يوم 25 مايو، 2018، لإصدار الفيلم وهو اليوم الذي يُصادف الذكرى السنوية الواحد والأربعون لإطلاق الجزء الأول من السلسلة التي ظهر به هاريسون فورد بدور هان سولو. على الرغم من الخلاف مع مخرجي الفيلم فيل لورد وكريستوفر ميلر وطردهم من قبل لوكاس فيلم، التزمت الشركة بموعد الإصدار المُحدد.

## وصلات خارجية
- سولو: قصة حرب النجوم على موقع IMDb (الإنجليزية)
- سولو: قصة حرب النجوم على موقع ميتاكريتيك (الإنجليزية)
- سولو: قصة حرب النجوم على موقع روتن توميتوز (الإنجليزية)
- سولو: قصة حرب النجوم على موقع ألو سيني (الفرنسية)
- سولو: قصة حرب النجوم على موقع Turner Classic Movies (الإنجليزية)
- سولو: قصة حرب النجوم على موقع أول موفي (الإنجليزية)
- سولو: قصة حرب النجوم على موقع بوكس أوفيس موجو (الإنجليزية)
- سولو: قصة حرب النجوم على موقع فيلمافينيتي (الإسبانية)
- سولو: قصة حرب النجوم على موقع قاعدة بيانات الأفلام السويدية (السويدية)
- سولو: قصة حرب النجوم على موقع قاعدة بيانات الفيلم (الإنجليزية)